# 高架床園藝

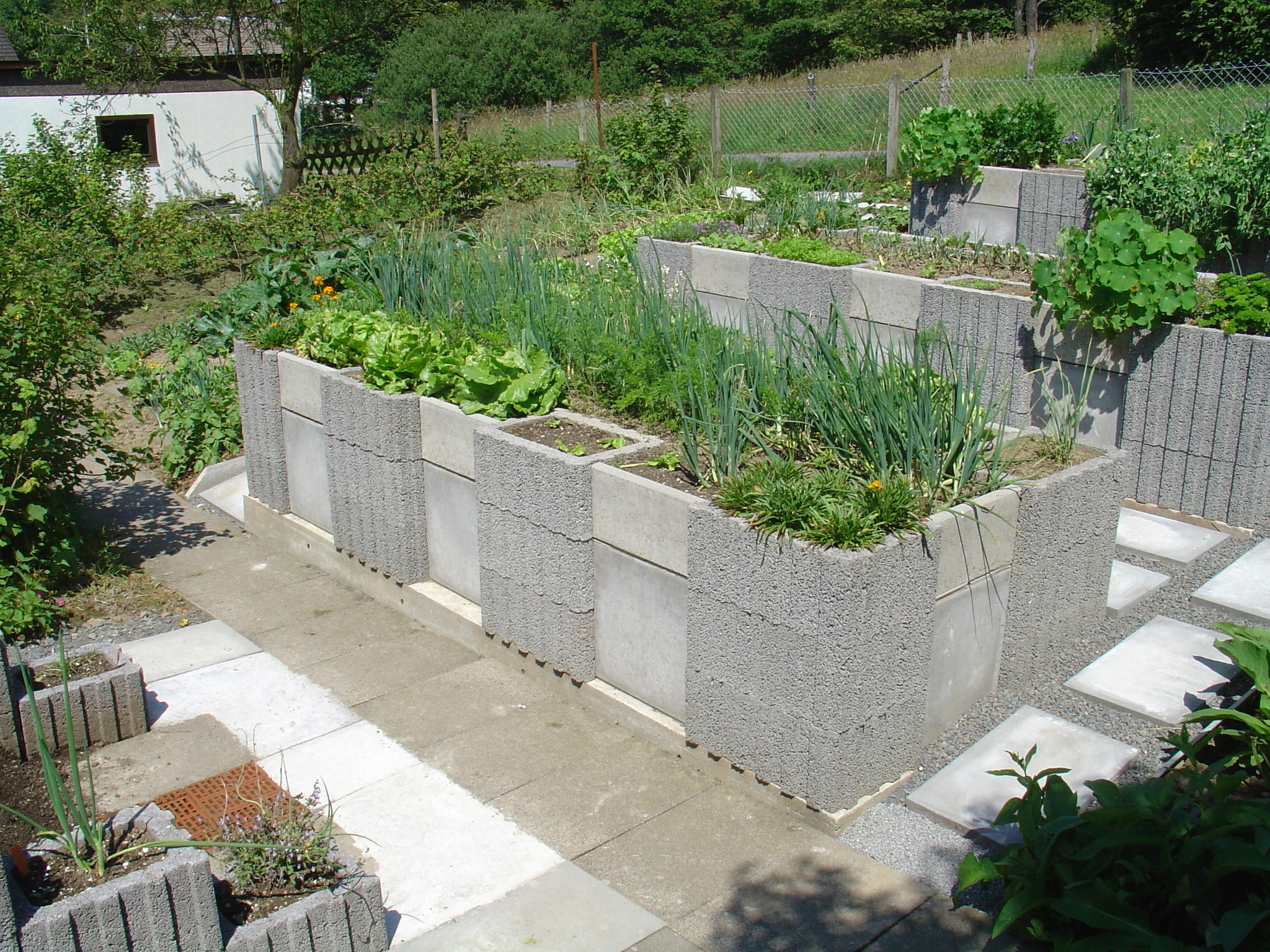
高架床園藝

高架床園藝是一種園藝形式，土壤高於地面，通常以某種方式封閉。高架床結構可以由木材、岩石、混凝土或其他材料製成，並且可以是任何尺寸或形狀。 土壤通常富含堆肥。
蔬菜以幾何圖案種植，比傳統的行間園藝更緊密地排列在一起。 這種間距使得當蔬菜完全生長時，它們的葉子幾乎會彼此接觸，從而創造出抑制雜草生長和保存水分的小氣候。

## 概述
高架床有助於發展複雜的農業系統，該系統利用了許多永續農業的原理和方法。透過沿著斜坡等高線建造它們，可以有效地控制侵蝕並回收和保存水和養分。這也為集約化作物生產提供了更多空間。可以使用幾種常用的拖拉機牽引工具在大面積上種植它們，並使用手動工具進行有效維護、種植和收穫。
帶有通往中心的路徑（切掉圓的一部分）的圓形高架床被稱為鑰匙孔花園。這個中心通常有一個空間，然後襯有飼料袋或草，使中心的水可以流入土壤並到達植物的根部。

### 材料和結構
木材是製作高架床最常見的建築材料。如果使用木材用鉻酸銅砷酸鹽或CCA進行防腐處理的木材（儘管自2004年以來在美國和歐洲並不常見）)，如果高架床用於種植食物，建議在木材和土壤之間使用塑膠襯墊。
另一種常用的材料是枕木，用鐵棒將它們固定在一起。另一種方法是使用混凝土塊，儘管不太美觀，但它們價格低廉且易於使用。
市面上還有預製高架床解決方案，這些解決方案由耐用的聚乙烯製成，用塑膠內含食品級的紫外線穩定劑，因此不會將不需要的化學物質浸入土壤中或在元素中變質。雙層牆提供了一個隔熱氣穴，可以最大限度地減少溫度波動和花園土壤的乾燥。有時，高架床會覆蓋透明塑料，以保護農作物免受風吹和大雨的侵襲。
材料上有木材（最好是落葉松木，因為其堅固性）、金屬（金屬板、波紋鐵皮）、天然石材、人造石（混凝土板、磚等）、塑膠和穩定的金屬絲網籃（對網進行額外密封，例如使用黃麻織物或椰子墊等有機材料）等相關的變化。製作高架床時，也應注意長度和寬度，否則使用上（除草、澆水、除草）會導致姿勢不舒服及受傷。

## 好處
高架床有多種好處：延長種植季節，如果設計和種植得當，它們可以減少雜草，它們減少了對貧瘠原生土壤的需求。種植或採收不會在高架床上行走，因此土壤不會板結，根部更容易生長。 齊腰高的高架床使老年人和殘疾人能夠種植蔬菜，而無需彎腰照料。